# Рошка, Думитру
Думитру Рошка (рум. Dumitru Roșca; 29 января 1895, Селиште — 25 августа 1980, Клуж-Напока) — румынский философ, переводчик, педагог, профессор, доктор философии, член Румынской академии.

## Биография
Был переводчиком и редактором комментариев на румынском языке большинства трудов Гегеля.
Наиболее известным трудом Д. Рошки является книга «Existenţa tragică: încercare de sinteză filosofică» (Трагическая экзистенция: попытка философского синтеза), написанная под сильным влиянием Гегеля и  Кьеркегора, и ставшая его личным вкладом в теорию экзистенциализма.
Во франкоязычном научном мире известен благодаря своей докторской диссертации, которую в 1928 Д. Рошка защитил в Сорбонне, под названием «Influenţa lui Hegel asupra lui Taine» (Влияние Гегеля на Тэна), и переводу на французский язык работы Гегеля «Жизнь Иисуса».

## Избранные труды
- Istoria filosofiei (1964),
- Prelegeri de estetică (1966),
- Ştiinţa logicii (1966),
- Studii filosofice (1967),
- Însemnări despre Hegel (1967),
- Influenţa lui Hegel asupra lui Taine (1968),
- Existenţa tragică: încercare de sinteză filosofică (1968),
- Prelegeri de filosofie a istoriei (1969),
- Studii şi eseuri filosofice (1970),
- Oameni şi climate (1971).